# María Nieto Mejías
María Isabel Nieto Mejías (25 de agosto de 1999) es una deportista española que compite en karate, en la modalidad de kumite.
Ganó una medalla de oro en el Campeonato Mundial de Karate de 2023 y cuatro medallas en el Campeonato Europeo de Karate entre los años 2022 y 2025.

## Palmarés internacional
| Campeonato Mundial | Campeonato Mundial   | Campeonato Mundial | Campeonato Mundial |
| Año                | Lugar                | Medalla            | Prueba             |
| ------------------ | -------------------- | ------------------ | ------------------ |
| 2023               | Budapest (Hungría)   | Medalla de oro     | Equipo             |
| Campeonato Europeo |                      |                    |                    |
| Año                | Lugar                | Medalla            | Prueba             |
| 2022               | Gaziantep (Turquía)  | Medalla de bronce  | Equipo             |
| 2023               | Guadalajara (España) | Medalla de bronce  | –68 kg             |
| 2024               | Zadar (Croacia)      | Medalla de bronce  | –68 kg             |
| 2025               | Ereván (Armenia)     | Medalla de plata   | –68 kg             |